# Bezzia minutistyla
Bezzia minutistyla är en tvåvingeart som beskrevs av Tokunaga 1939. Bezzia minutistyla ingår i släktet Bezzia och familjen svidknott. Inga underarter finns listade i Catalogue of Life.